# REInicia SUBnormal
"Raising Elephants Is So Utterly Boring" se trata de una regla nemotécnica en inglés para recordar una combinación de teclas particularmente importante en Linux.
En español, hay otra forma más sencilla de recordarlo que es: "¡¡REInicia SUBnormal!!", una forma mucho más sencilla y directa de memorizarlo. Otra forma práctica es recordando la frase "Rey Sube" (REISU-B) 
Se trata del recurso último para reiniciar de manera segura una computadora congelada, colgada o fuera de control funcionando bajo Unix o linux.

## Uso
Los pasos que debemos realizar cuando una máquina linux se queda colgada son los siguientes:
- Ctrl + Alt + F {\displaystyle i}, donde F {\displaystyle i} es alguna de las teclas de función F1,F2,...,F6 con lo que se selecciona la {\displaystyle i}-esima terminal de texto. En la mayoría de las distribuciones de Linux las teclas F1 a la F6 se vinculan a las terminales de texto, y de la tecla F7 en adelante a terminales gráficas. De lograrse acceder al terminal de texto ya podríamos reiniciar mediante la orden shutdown o matar mediante kill los procesos que afectan al sistema.
- Ctrl + Alt + Supr. En caso de no obtener éxito con la combinación anterior esta combinación nos proporcionaría un reinicio seguro.
- Alt + ImprPant/PetSis + REISUB. La tecla PetSis suele estar marcada como tecla PrtSc/SysReq o ImprPant en la mayoría de los teclados en español (los que tienen las teclas Ñ, ¿ y ¡).

El uso es el siguiente, recordando la frase "¡¡REInicia SUBnormal!!" (que es lo que realmente quieres que haga tu pc, como si hablases con él). Así pues, mientras mantenemos pulsadas las teclas Alt y PetSis (suele ser la misma que ImpPnt), sin soltarlas vamos pulsando las teclas R, E, I, S, U y B en secuencia dejando un tiempo entre una y otra.
Es posible que sea necesario en algunas máquinas pulsar antes que todas las demás la tecla Ctrl, porque Alt+PetSis puede ser el comando imprimir o copiar pantalla. También, en muchas ocasiones, la tecla Alt puede sustituirse por AltGr (con lo cual es más fácil teclearlas entre las dos manos). Así que una combinación de teclas resultante y que funciona en casi todos los equipos podría ser Ctrl+AltGr+PrtSc/SysReq + en secuencia lenta REISUB.

## Significado de cada acción
Alt + PrtSc/Sys Req +...
- R pone el teclado en modo XLATE.[1]
- E termina todos los procesos (end) (envía el comando Sigterm a todos los procesos, para finalizarlos ordenadamente)
- I interrumpe todos los procesos  (envía el comando Sigkill a todos los procesos, para forzar su terminación)
- S sincroniza el disco duro (synchronize, descargar datos de la memoria a los ficheros en el disco duro)
- U desmonta todos los sistemas de ficheros (unmount y volver a montar los sistemas de ficheros como de solo lectura)
- B reinicia la máquina (reBoot)